# Notolabrus tetricus
Notolabrus tetricus är en fiskart som först beskrevs av Richardson, 1840.  Notolabrus tetricus ingår i släktet Notolabrus och familjen läppfiskar. IUCN kategoriserar arten globalt som livskraftig. Inga underarter finns listade i Catalogue of Life.